# 첼시의 노래
첼시의 노래(일본어: チェルシーの唄 체루시노 우타[*])는 메이지 제과의 제품 ‘첼시’의 CM 송으로, 작사는 야스이 가즈미가 하였고, 작사는 고바야시 아세이가 했다. 처음 곡을 부른 가수는 시몬즈이며, 그 뒤로 다른 가수들이 이 노래를 불렀다. 잠시 동안 “손바닥의 사랑(手のひらの愛)”이란 타이틀로 불리기도 했다.
2005년 5월 25일 1971년부터 2003년까지 불렸던 첼시의 노래를 수록한 CD 《메이지 첼시의 노래》가 발매되기도 했다.